# Briefmarkenprüfung
Die Briefmarkenprüfung dient dem Philatelisten der Beurteilung um Echtheit und Erhaltungsgrad seines Sammelgutes (Briefmarke, Ganzsache, Ganzstück, Briefstück und so weiter) durch unabhängige Experten. Je wertvoller ein Sammelobjekt ist, desto größer ist die Gefahr, dass dieses ge- oder verfälscht wird, oder dass wertmindernde Reparaturen verschleiert werden sollen. Das Ergebnis der Prüfung kann auf dem Sammelobjekt vermerkt (signiert) oder in einem Gutachten (Attest, Expertise, Befund oder Kurzbefund) festgehalten werden.

## Geschichte
Einer der ersten deutschen Prüfer war Alfred Moschkau (um 1871), der damals hunderte Marken pro Jahr anhand seiner weltweiten Referenzsammlung kostenlos prüfte. Erst ab 1877 folgte Waldemar Herrmann in Berlin, der für seine Prüfungen nun auch Gebühren nahm. 1905 gab es in Deutschland dann etwa 150, meist spezialisierte, Prüfungsstellen, die oft Vereinen oder Händlern angeschlossen waren. Bis ins 20. Jahrhundert hinein gab es aber auch weiter Allgemeinprüfer ohne Spezialisierung.

## Prüfer
Briefmarkenprüfer sind Experten, die auf bestimmte Sach- bzw. Prüfgebiete (zeitlich und/oder regional) spezialisiert sind. Es gibt keine staatlich anerkannte Ausbildung. Das Ansehen eines Briefmarkenprüfers beruht daher primär auf seinem Ruf, den er durch seine meist Jahrzehnte lange Fachkompetenz erworben hat. Die Mitgliedschaft in einem Prüfer-Verband setzt die Ablegung von verbandsinternen Prüfungen mit Nachweis der Kompetenz (technische Prüfmethoden) und Nachweis einer Vergleichssammlung voraus. Das Mitglied unterwirft sich damit den Prüfregeln und dem Ehrenkodex des jeweiligen Verbandes. Die Effektivität dieser Selbstkontrolle wird immer wieder in Frage gestellt und die Nähe von Prüfern zu Briefmarkenhändlern und Auktionatoren oftmals kritisiert.

## Prüfung

Kurzbefund mit Fotoabbildung der geprüften Briefmarke

Befund mit Fotoabbildung der geprüften Briefmarke

Attest mit Fotoabbildung der geprüften Briefmarke

Briefmarkenprüfer prüfen philatelistische Sammelobjekte auf Echtheit und Qualität, meist auf Erhaltungsgrad. Die Prüfstücke werden zunehmend immer seltener signiert (rückseitig mit Prüfer-Namen gestempelt), sondern es wird ein mit einer Fotografie des Prüfstückes versehener „Kurzbefund“, bei höherem Wert ein „Befund“ oder ein „Attest“ ausgestellt. Befunde und Atteste sind mit Sicherheitsmerkmalen im Papier oder mittels Hologramm versehen. Gefälschte Briefmarken jedoch werden vom Briefmarkenprüfer (zumindest in der Vergangenheit allerdings nicht bei allen Verbänden zwingend) als solche  gekennzeichnet. Sie erhalten auf der Rückseite den Stempel „Falsch“. Teilfälschungen werden ebenfalls als solche erkenntlich gemacht. Die Stempel lauten in diesen Fällen etwa „Stempel falsch“ oder „Gummi falsch“. Damit soll verhindert werden, dass Fälschungen (irrtümlich oder mit Absicht) auf dem Markt angeboten werden.
Die Prüferverbände legen für ihre Mitglieder möglichst einheitliche Standards zu Prüfumfang und Prüfverfahren fest.

„[…] Die Feststellungen eines Prüfers zu einem philatelistischen Prüfgegenstand können in der Regel nicht mit absoluter Sicherheit, sondern nur mit hoher Wahrscheinlichkeit erfolgen.   Ein generell anwendbares Verfahren zur Prüfung philatelistischer Gegenstände existiert nicht. Gegebenenfalls hat der Prüfer verschiedene Verfahren anzuwenden, um zu einem zutreffenden Prüfurteil zu gelangen.
 Die Prüfung erfolgt auf der Grundlage des zum Zeitpunkt der Prüfung vorhandenen Wissens und der vorhandenen Vergleichssammlung. […].
 Weiterhin sind Datensammlungen (zum Beispiel Register der besseren und fälschungsgefährdeten Stücke des Prüfgebietes, Kopien der vom Prüfer selbst erstellten Atteste, Auktionskataloge, Stempelabbildungen, Literatur) zur Prüfung notwendig.
 Gesicherte Forschungsergebnisse philatelistischer Autoren und Arbeitsgemeinschaften sowie postgeschichtliche und zeitgeschichtliche Hintergründe zum Prüfgebiet sind zu berücksichtigen.“

Die Prüfung kann nach Arbeitsaufwand und -belastung des einzelnen Prüfers unterschiedlich lange dauern. Es gilt auch das Gebot der Wirtschaftlichkeit: Prüfmethoden, die üblicherweise dem Prüfer nicht zur Verfügung stehen oder die mit einem Kostenaufwand verbunden sind, der weit über das übliche Maß hinausgeht (zum Beispiel Isotopenverfahren, C-14-Altersbestimmung, Röntgen-Fluoreszenz) sind ausgeschlossen.
Die Kosten einer Prüfung richten sich nach den Angaben der Prüfordnung des jeweiligen Prüfers oder Prüfer-Verbandes, in der Regel betragen sie zwischen 2 und 4 Prozent des Katalogwertes eines Prüfstückes, wobei in den Prüfordnungen oft Mindestgebühren pro Prüfsendung und Prüfobjekt sowie Gebühren für die Signierung beziehungsweise Attestart (Kurzbefund, Befund, Attest) ausgewiesen sind.
Die Qualität, Dauer und die Kosten der Bearbeitung werden von Kunden aber auch intern unter Prüfern immer wieder kritisiert.

## Prüfzeichen-Stellungen
Auf Wunsch des Besitzers kann der Prüfer, nach (zumindest in Deutschland) einheitlichen Vorschriften, rückseitig ein Prüfzeichen setzen. Die Stellung macht Aussagen zum Prüfobjekt. Prüfer-Signaturen bestehen in der Regel aus dem Namen des Prüfers und (seit einigen Jahren) dem Kürzel des Prüfverbandes. Das Signum wird mit einem Stempel auf die Rückseite der Briefmarke angebracht. Es ist im Vergleich zur Briefmarke verhältnismäßig klein. Es gibt verschiedene Stellungen für die Signaturen. Ungebrauchte Briefmarken werden anders signiert als gestempelte, Briefmarken ohne Aufdruck als Briefmarken mit solch einem sowie gezähnte Stücke anders als geschnittene. Das Signum gibt außerdem durch den Abstand von einer gedachten Grundlinie Auskunft über den Erhaltungszustand der Briefmarke.
1. Briefmarken ohne Aufdruck (links: mit Zähnung – mittig: mit Durchstich – rechts: ohne Zähnung):
2. Briefmarken mit Aufdruck (links: mit Zähnung – mittig: mit Durchstich – rechts: ohne Zähnung):
3. Probedrucke, Specimen, Essays:
4. Briefmarken mit Mängeln (links: kleinere Mängel – rechts: größere Mängel):
In den Abbildungen bedeutet: ** = Original-Gummierung, * = ohne Gummi (gegebenenfalls entfernt oder beschädigt, zum Beispiel durch Falz), o = gestempelt.

## Gefälschte Prüfzeichen
Da bei Sammlern aus verständlichen Gründen geprüfte Briefmarken bevorzugt werden, haben Fälscher auch die Möglichkeit erkannt, die Prüfstempel von renommierten Prüfern zu fälschen. Häufig verraten sich falsche Prüfstempel dadurch, dass die Buchstaben des Namens des Prüfers ungleichmäßig groß sind, nicht aufrecht oder aber auch nicht in einer exakt geraden Linie stehen. Im Zweifelsfall müssten die Marken nochmals einem Prüfer zur Kontrolle vorgelegt werden.

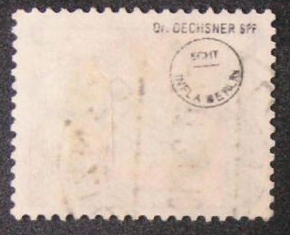
Beispiel für einen gefälschten BPP Prüfstempel auf einer echten Marke. Wegen einer in diesem Fall gefälschten Abstempelung wäre die Marke im Wert um einiges gestiegen.

## Prüfer-Verbände und Prüfstellen

### Deutschsprachiger Raum
Im deutschsprachigen Raum gibt es mehrere Prüfverbände.
| Land | Verband                                           | Gründung | Anzahl Prüfer |
| ---- | ------------------------------------------------- | -------- | ------------- |
| D    | Bund Philatelistischer Prüfer e. V. (BPP)         | 1958     | 74            |
| D    | Verband Philatelistischer Prüfer e. V. (VP)       | 2010     | 43            |
| A    | Verband Österreichischer Briefmarkenprüfer (VÖB)  | 1921     | 18            |
| A    | Verband Philatelistischer Experten (VPEX)         | 2012     | 17            |
| CH   | Schweizerischer Briefmarken-Prüfer-Verband (SBPV) | 1987     | 11            |

#### Bund Philatelistischer Prüfer
Der Bund Philatelistischer Prüfer e. V. wurde 1958 in München gegründet und umfasst 2021 neben 83 aktiven Prüfern auch 18 Seniorenmitglieder und 8 öffentlich bestellte und vereidigte Sachverständige. Im Jahre 2013 wurden etwa 80.000 Atteste und Kurzbefunde ausgestellt. Seit 2011 führt Christian Geigle den Verband als Präsident.
Die Qualität, Dauer und die Kosten der Bearbeitung werden von Kunden, aber auch intern unter Prüfern immer wieder kritisiert.

#### Verband Philatelistischer Prüfer
Der Verband Philatelistischer Prüfer e. V. wurde 2010 in Münster gegründet, die meisten VP-Prüfer waren vorher Mitglieder im Bund Philatelistischer Prüfer, aus dem sie aber ausgeschieden sind. Im Jahre 2021 gibt es 26 prüfende Mitglieder. Der Vorstand besteht 2017 aus: Lothar Herbst (1. Vorsitzender), Reinhard Hofrichter (2. Vorsitzender), Robert Brunel (Schatzmeister) und Axel Dörrenbach (Geschäftsstellenleiter, Öffentlichkeitsarbeit). Frühere Vorsitzende waren: Udo Eberhard Klein (2010–2013), Carsten Burkhardt (2013–2014) und Lothar Herbst.
In mehreren vom Bund Philatelistischer Prüfer (BPP) angestrengten markenschutzrechtlichen Prozessen wurde dem Verein 2013 gerichtlich untersagt, die bisher verwendete Abkürzung „VPP“ im Prüfstempel und auf Attesten weiter zu verwenden: Das Gericht sah eine Verwechslungsgefahr zum Kürzel „BPP“.
Kurz nach Gründung wurde Kritik an der Integrität des Vereins und einzelner Mitglieder vonseiten des Briefmarkenhändler-Verbandes APHV, des Briefmarken-Versteigerer-Verbandes BDB und des Sammlerverbandes BDPh laut.

„[…] Vor diesem Hintergrund hat der BDPh die Leistungen des Verbandes Philatelistischer Prüfer recherchiert, deren Prüfordnung gesichtet sowie intensive Gespräche mit Vertretern des Bundesverbandes Deutscher Briefmarken-Versteigerer (BDB) und des Bundesverbandes des Deutschen Briefmarkenhandels (APHV) geführt. Im Ergebnis wurde deutlich, dass der Verband Philatelistischer Prüfer und seine Mitglieder unserer Meinung nach diese Standards nicht im gewünschten Maße erreichen. […]“

Es wurde auch bemängelt, dass die Prüfordnung (im Vergleich zum BPP) weitaus weniger präzise gehalten sei und so mehr Interpretationsspielraum bestünde.

### Vereinigtes Königreich
Im Vereinigten Königreich erfolgt die Briefmarkenprüfung unter anderem durch ein Expertenkomitee der Royal Philatelic Society London. Die damalige Philatelic Society London gründete 1894 nach mehreren Fälscherskandalen ein Expert Committee. Bis zum Jahre 2013 wurden etwa 217.000 Atteste ausgestellt, pro Jahr kommen etwa 2500 bis 3000 hinzu.

### Vereinigte Staaten
Wie im Vereinigten Königreich erfolgt die Prüfung in den Vereinigten Staaten meist durch Expertenkomitees, unter anderem bei der Philatelic Foundation und der American Philatelic Society (American Philatelic Expertizing Service – APEX). Bei der Philatelic Foundation wurden seit 1945 mehrere hunderttausend Prüfzertifikate ausgegeben, der APEX der American Philatelic Society gibt 2017 insgesamt über 210.000 Prüfungen an, was einem Durchschnitt von monatlich 615 Prüfungen entspricht.

### International Association of Philatelic Experts (A.I.E.P.)
Der A.I.E.P. ist ein internationaler Verband unabhängiger Prüfer, die zum Teil auch Mitglieder in nationalen Prüferverbänden sind. Aktuell gehören ihm 104 Prüfer an. Ziel des Vereins ist die weltweite Zusammenführung, Kooperation und Meinungsaustausch der führenden Briefmarkenprüfer. Im Kampf gegen die Briefmarkenfälschung arbeitet der AIEP mit anderen internationalen und nationalen Organisationen zusammen.
Der Verband wurde auf dem „1st Philatelic Experts‘ Congress“ 1954 in Meran gegründet. Als Präsidenten fungierten Ferdinand Wallner, Ladislaus Varga, Hans Hunziker, Enzo Diena, Emil Rellstab, Wolfgang Hellrigl, Carl Aage Møller und Klaus M. Schöpfer. Der aktuelle Vorstand (2017) besteht aus Thomas Mathà (Präsident), James Van der Linden (Vizepräsident), Igor Rodin (Direktor) und Paul Wijnants (Sekretär).

## Auszeichnungen
Seit 1996 wird für „ausserordentliche Verdienste um das Prüfwesen“ vom Auktionshaus Köhler der sogenannte Köhler-Preis vergeben. Der Gründer des Auktionshauses Heinrich Köhler war selbst Prüfer.